# Restaurant Humplmayr
Das Humplmayr war ein Luxusrestaurant in München, das sich bis 1974 am Maximiliansplatz 16/17 befand. In den 1960er und 1970er Jahren war es ein bekanntes Prominentenlokal.

## Geschichte
Die Gaststätte Humplmayr existierte schon 1800, eine Ansichtskarte von 1907 ist erhalten. Der Besitzer in den 1920er und frühen 1930er Jahren war August Büschelberg. 1936 wurde die Gaststätte von Hartwig Franzen erworben, der bis 1974 der Patron war.
Carl Zuckmayer schrieb in den 1960er Jahren über eine Gastperspektive im Humplmayr. Ab 1967 gehörte zum Restaurant der von Salvador Dalí gestaltete Nachtclub Franzen`s Humplmayr Club. 1972 wies der Varta-Führer darauf hin, dass das Humplmayr ein „international berühmtes Luxusrestaurant“ sei. 1972 kostete ein T-Bone-Steak 33 Mark (inflationsbereinigt heute 64 Euro).
In den 1960er Jahren kochte im Humplmayr der spätere Wiesnwirt Peter Pongratz, von 1972 bis 1974 Vinzent Klink. 1974 schloss das Restaurant.